# Pelham (Alabama)
La ville américaine de Pelham est située dans le comté de Shelby, dans l’Alabama. En 2013, sa population s’élevait à 22 289 habitants, alors qu’elle en comptait 14 369 en 2000.
Pelham fait partie de l’agglomération de Birmingham.

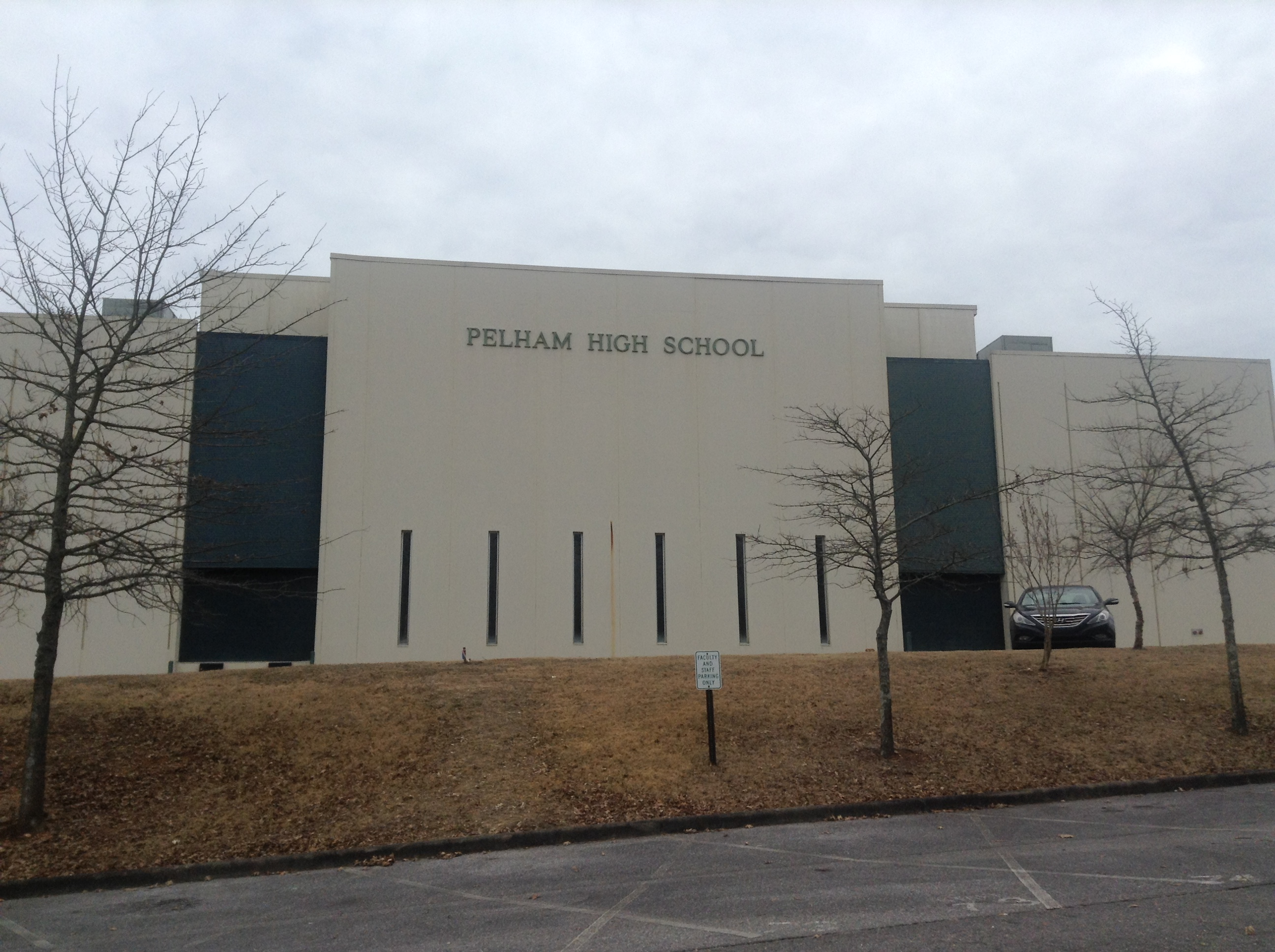
École secondaire de Pelham

## Démographie
| 1970 | 1980  | 1990  | 2000   | 2010   |
| ---- | ----- | ----- | ------ | ------ |
| 931  | 6 759 | 9 765 | 14 369 | 21 352 |

## Source
- (en) Cet article est partiellement ou en totalité issu de l’article de Wikipédia en anglais intitulé « Pelham, Alabama » (voir la liste des auteurs).